# Champs-sur-Yonne
Champs-sur-Yonne är en kommun i departementet Yonne i regionen Bourgogne-Franche-Comté i norra Frankrike. Kommunen ligger i kantonen Auxerre-Est som tillhör arrondissementet Auxerre. År 2022 hade Champs-sur-Yonne 1 534 invånare.

## Befolkningsutveckling
Antalet invånare i kommunen Champs-sur-Yonne
| Referens: INSEE |